# Poliofoca
Poliofoca là một chi bướm đêm thuộc họ Erebidae.